# Монастырь Святой Параскевы (Ахарнес)
Монастырь Святой Параскевы Пятницы (греч. Μονή Αγίας Παρασκευής — православный женский монастырь Оропосской и Филийской митрополии в юрисдикции старостильной ИПЦ Греции (Синод Хризостома), расположенный в городе Ахарне в Аттике, в Греции.
Престольный праздник — 26 июля (8) августа

## История
Монастырь был основан в 1938 году известным в Греции духовником и исповедником архимандритом Иеронимом (†1943), который, после своей кончины, был погребён в обители. Позднее над местом его захоронения была выстроена часовня, освящённая в честь его небесного покровителя Святого Иеронима Стридонского и являющаяся местом паломничества многочисленных верующих.
В монастыре находится одна из чтимых икон Божией Матери. Также обитель известна своей традицией совершения еженедельно всенощного бдения, когда богослужение продолжается с пятницы вечера до утра субботы с чтением специальных молитвословий за народ Греции.
Обитель духовно окормляется братией монастыря Святых Киприана и Иустины. В монастыре проживают десять монахинь, возглавляемых игуменьей Макриной.